# Левадський Георгій Зіновійович
Гео́ргій Зіно́війович Лева́дський (* 18 червня 1938, Камєшково, Ковровський район, Владимирська область, РРФСР — 6 липня 2009, Ужгород) — український художник, дизайнер, графік. Член Об'єднання професійних художників Закарпаття (1989) та Національної спілки майстрів народного мистецтва України (з 2002 року). Чоловік художниці Емми Левадської.

## Біографія
У 1944 році сім'я переїхала до Кам'янця-Подільського. З 1955 по 1960 рік навчався у Київському училищі декоративно-прикладного мистецтва, де його викладачами були Юрій Малишевський та Микола Рапай.
У 1960 році за направленням прибув до Ужгорода, де працював головним інженером-художником у підприємстві «Художпром». Від 1965 року — головний художник рекламного комбінату, а з 1969 по 1990 роки — художник творчої кваліфікації в Закарпатському художньо-виробничому комбінаті системи Художнього фонду СРСР. Від 1990 року працював на творчій роботі.
У 1982 році разом із дружиною Еммою Левадською та художниками Іваном Манайлом, Василем Брензовичем і Петром Ходаничем заснував Об'єднання професійних художників Закарпаття.
Активний учасник художніх пленерів, обласних, всеукраїнських та міжнародних мистецьких виставок з 1980 року. Персональні виставки відбулися в Ужгороді у 2003 та 2008 роках. Твори художника зберігаються у музеях та приватних колекціях багатьох країн світу, зокрема у Закарпатському художньому музеї.

## Творчість
Георгій Левадський відомий як живописець та графік ліричного обдарування. Основними жанрами його творчості є пейзажі, натюрморти, портрети та ікони. Для робіт характерні узагальнення, стилізація та насичений колорит. Найулюбленішими техніками є олія та акварель, однак значна частина творчої спадщини представлена роботами у техніці рисунку олівцем або вугіллям «а ля пріма».
Центральною темою пейзажної творчості митця є природа Карпат. Його полотнам притаманні тенденції до декоративності, стримана активність акцентів та ліній. Персонажі картин несуть національний колорит, а вся творчість пронизана любов'ю до людини, її побуту, життя та традицій
.
На Закарпатті Левадський працював під впливом європейських традицій закарпатської школи живопису та таких майстрів, як Йосип Бокшай, Антон Кашшай, Федір Манайло, Адальберт Ерделі та Гаврило Глюк.

### Основні твори
- «Думи мої, думи» (1987)
- «Вечірні роботи» (1993)
- «Велика довіра» (2000)
- «Останні» (2001)
- «Осінній натюрморт» (2005)
- «У спекотний день» (2006)
- «Тиша» (2006)

### Художні проекти
Георгій Левадський створив 12 ескізів розписів торцевих фасадів будівель центральної частини Ужгорода (муралів), які були схвалені художньою радою під керівництвом Івана Ілька та реалізовані відомими митцями краю — О. Саллером, В. Приходьком, В. Щуром.
Серед цікавих авторських проєктів — ідея перетворення затопленого кам'яного кар'єру поблизу Ужгорода на рекреаційну зону. Згідно з задумом художника, на сконструйованому майданчику посеред водойми, оточеній скелями, мав діяти театр тіней для проведення культурно-мистецьких заходів. На жаль, цей проєкт так і не був реалізований.